# Itacajá
Itacajá är en kommun i Brasilien.   Den ligger i delstaten Tocantins, i den centrala delen av landet, 800 km norr om huvudstaden Brasília. Antalet invånare är 7 104.
Omgivningarna runt Itacajá är huvudsakligen savann. Runt Itacajá är det mycket glesbefolkat, med 2 invånare per kvadratkilometer.